# كاتارينا مارتينز
كاتارينا مارتينز (بالبرتغالية: Catarina Martins‏) هي سياسية وممثلة برتغالية، ولدت في 7 سبتمبر 1973 في بورتو في البرتغال.